# Wojna państwa Rose
Wojna państwa Rose – amerykańska czarna komedia z 1989 roku na podstawie powieści Warrena Adlera.

## Opis fabuły
Barbara i Olivier Rose są udanym małżeństwem z długim stażem. Materialnie powodzi im się dobrze - kupują piękny, wielki dom. Mają dwójkę dzieci. Kiedy on ma zawał serca i spodziewa się śmierci, ona odkrywa, że sprawia jej to radość i ulgę. Przez to decydują się rozwieść, ale nie potrafią się między sobą dogadać w sprawie własności domu - obydwoje chcą go mieć. Dom staje się polem zażartej bitwy.

## Obsada
- Michael Douglas - Oliver Rose
- Kathleen Turner - Barbara Rose
- Danny DeVito - Gavin D'Amato
- Marianne Sägebrecht - Susan
- Sean Astin - Josh lat 17
- Heather Fairfield - Carolyn lat 17
- G.D. Spradlin - Harry Thurmont
- Peter Donat - Jason Larrabee

## Nagrody
Złote Globy 1989:
- Najlepsza komedia/musical (nominacja)
- Najlepszy aktor komediowy - Michael Douglas (nominacja)
- Najlepsza aktorka komediowa - Kathleen Turner (nominacja)

Nagrody BAFTA 1990:
- Najlepszy scenariusz adaptowany - Michael Lesson (nominacja)